# Хёджон-ванху
Хёджон-ванху (6 марта 1831 — 2 января 1904; 효정왕후 홍씨) — чосонская королева-консорт. Первая супруга Ли Хвана, короля Хонджона, 24-го монарха Чосона. Происходила из клана Намьян Хон.
После его смерти в 1849 году она была известна как Королева-Мать Мёнхон (명헌대비, 明憲大妃), а затем как Вдовствующая королева Мёнхон (명헌왕대비, 明憲王大妃) во время правления короля Чхольчона. После провозглашения Корейской империи она стала известна как Вдовствующая императрица Мёнхон (명헌왕태후). Посмертно ее называли Хёджон, Императрица Совершенства (효정성황후, 孝定成皇后).

## Жизнеописание

### Ранняя жизнь и брак
Госпожа Хон родилась 6 марта 1831 года в клане Намьян Хон в семье Хон Джэ Рёна и госпожи Ан из клана Джуксан Ан. Она была старшей из четырех детей.
После того, как первая молодая королева-консорт, королева Хёхён, умерла в 1843 году, госпожа Хон стала новой королевой-консортом Чосона после окончания периода траура. Она вышла замуж за Хонджона в возрасте 14 лет в 1844 году, и церемония бракосочетания прошла во дворце.

Складная ширма, на которой была изображена вся пышность и церемония королевской свадьбы короля Хонджона и королевы Хёджон.

Поскольку она была женой короля, ее мать получила королевский титул «Внутренняя принцесса-консорт Ёнчан» (хангыль: 연창부부인, ханча: 延昌府夫人), а ее отец получил королевский титул «Внутренний принц Икпун». (хангыль: 익풍부원군, ханджа: 益豊府院君). Но ее муж вскоре умер в 1849 году в возрасте 22 лет, не оставив наследников и сделав ее Вдовствующей королевой Чосона в возрасте 19 лет.

### Жизнь в качестве Вдовствующей королевы
После смерти Великой Вдовствующей королевы Мёнгён в 1857 году она была возведена в ранг Вдовствующей королевы. Говорят, что вместе с другой Вдовствующей королевой того времени, королевой Чхорин, чтобы утолить собственную скуку, королева Хёджон работала с королевой Чхорин, чтобы заботиться о младших придворных дамах во дворце. Королева Хёджон вырастила молодого придворного в резиденции Вдовствующей королевы. Придворного звали Чхон Иль-чхон (хангыль: 천일청, ханча: 千一淸);и он предположительно был последним придворным в династии Чосон.
Поскольку трон был вакантным, это привело к тому, что дальний родственник Чхольчон занял трон в 1849 году, но затем король также умер в 1864 году, оставив трон пустым. Затем Хынсон Дэвонгун обратился с попыткой занять престол к королеве Синджон, двоюродному сетсре Чхольчона, поскольку он был дальним родственником короля Инджо и приемным сыном принца Ынсина.
Хынсон Дэвонгун не имел права занимать трон из-за закона, который предписывал, чтобы любой возможный наследник королевства был частью поколения после последнего занимавшего престол, но его второй сын Ли Мёнбок был возможным преемником престола. 21 января 1864 года Ли Мёнбок был возведен на престол как король Коджон.

### Более поздняя жизнь
Свекровь Вдовствующей королевы, Великая Вдовствующая королева Хёю (посмертно), умерла в 1890 году. Хотя она была самым высокопоставленным членом королевской семьи, она не стала Великой Вдовствующей королевой при жизни и продолжала оставаться Вдовствующей королевой на протяжении всего правления короля Чхольчона и короля Коджона.
Только после провозглашения Коджоном Корейской империи 13 октября 1897 года Вдовствующая королева получила и носила титул единственной Вдовствующей императрицы Кореи.
Она умерла 2 января 1904 года в дворцовых кварталах дворца Кёнгун, ныне известного как дворец Токсу, на 7-м году правления императора Кванму.
Ее могила, Кённын, находится в Тонгурыне, в городе Гури, провинция Кёнгидо. Она похоронена вместе с мужем Хонджоном и его первой женой, королевой Хёхён.

## Семья

### Родители
- Отец: Хон Чжэ Рён (홍재룡, 洪在龍) (6 ноября 1794 г. — 21 февраля 1863 г.)
  - Дед: Хон Ги Соб (홍기섭, 洪耆燮) (1781—1866)
    - Прадед: Хон Бён Чэ (홍병채, 洪秉寀)

  - Бабушка: госпожа Чан из клана Токсу Чан (본관: 덕수 장씨, 德水 張氏) (1781—1824)
- Мать: Внутренняя принцесса-консорт Ёнчан из клана Джуксан Ан (연창부부인 죽산 안씨, 延昌府夫人 竹山 安氏) (1814—1883)
  - Дедушка по материнской линии: Ан Гван-джик (안광직, 安光直) (1775—1861)
  - Приемная бабушка: госпожа Ли из клана Ёнан И (증 정경부인 연안 이씨, 贈 貞敬夫人 延安 李氏) (1774—1795)
  - Бабушка: госпожа Ю из клана Мунхва Ю (증 정경부인 문화 유씨, 贈 貞敬夫人 文化 柳氏) (1777—1840); Вторая жена Ан Гван Джика

### Братья и сестры
- Младший брат: Хон Чжон Сок (홍종석, 洪鍾奭) (1834—1870)
- Младшая сестра: госпожа Хон (홍씨, 洪氏)
- Младший брат: Хон Чжон Сон (홍종선, 洪鍾譱) (1854-?)

### Муж
- И Хван, король Хонджон (8 сентября 1827 г. — 25 июля 1849 г.) — детей в браке не было.
  - Свекровь: королева Синджон из клана Пунгян Джо (신정익황후 조씨) (21 января 1809 г. — 4 июня 1890 г.)
  - Свекор: И Ён, король Мунджо (문조) или Наследный принц Хёмён (18 сентября 1809 г. — 25 июня 1830 г.)
    - Приемный деверь: И Мёнбок, император Коджон (고종태황제) (8 сентября 1852 г. — 22 января 1919 г.)
      - Жена приёмного деверя: Мин Джа Ён, императрица Мёнсон из клана Ёхын Мин (명성태황후 민씨) (17 ноября 1851 г. — 8 октября 1895 г.)
        - Приемный племянник: И Чок, император Юнхый (융희효황제) (25 марта 1874 г. — 24 апреля 1926 г.)